# GirlsGoGames

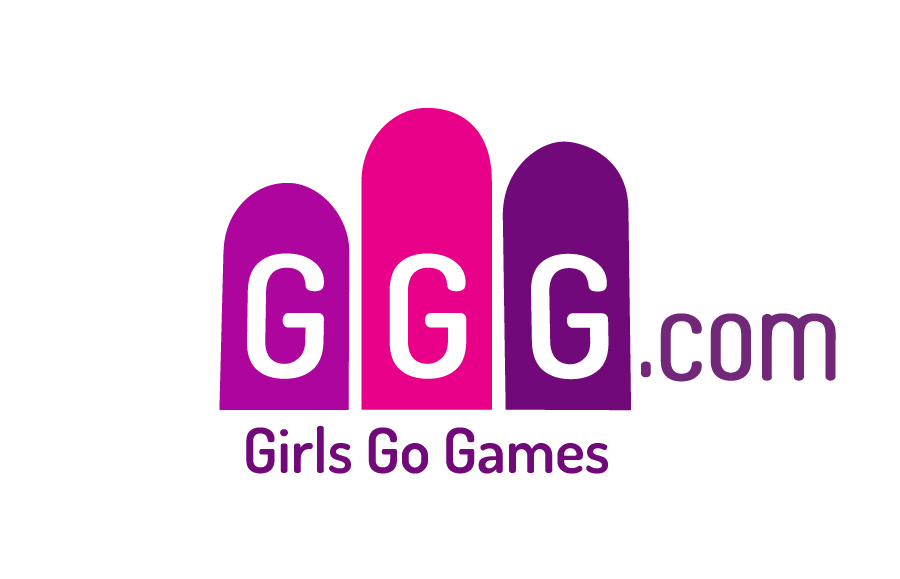
Antic logotip de GirlsGoGames

GirlsGoGames és un portal de jocs en línia adreçat a noies i adolescents joves, sent particularment conegut entre el públic de 8 a 12 anys. Va ser creat per l’empresa Spil Games l’any 2007 i l’adreça està activa actualment, si bé va es pot situar el període de major tràfic entre la seva creació i 2013. Existeixen versions de la pàgina en sis idiomes diferents, inclosos l’anglès, el francès i el castellà.

## Història
Els videojocs adreçats a un públic juvenil femení van començar a desenvolupar-se a finals dels anys ‘90: el primer en arribar a un públic ampli va ser Barbie Fashion Designer en 1996, que va vendre al voltant de 600.000 còpies (el format era CD-ROM) només als Estats Units i va establir com tendència que el contingut d’aquests jocs estigués molt marcat pels estereotips i rols de gènere. Amb tot, la quantitat de jocs adreçats específicament a aquest sector de la població era bastant reduïda, i la major part de noies joves van interessar-se per simuladors de vida i mons virtuals com Animal Crossing, Neopets o The Sims, els quals permeten a les usuàries desenvolupar una narrativa pròpia i explorar un món.
Com a conseqüència d’això i un creixent interès pels jocs en línia d’internet, a principis del segle XXI es va retomar el desenvolupament de jocs específicament femenins. Amb el naixement dels portals de jocs (webs que compilen diferents minijocs), van començar a crear-se els primers adreçats a noies, entre els quals es poden destacar BarbieGirls o StarDoll.
En aquest context, l’empresa holandesa Spil Games, responsable per altres portals com GamesGames o AGame, va crear GirlsGoGames. La data concreta de llançament s'ha perdut (Spil Games no la menciona a la seva pàgina web), però es pot situar en la segona meitat de 2007 gràcies a Wayback Machine, que registra l’adreça per primera vegada el 2 de setembre de 2007, amb un augment de les captures a partir d’octubre del mateix any. Els jocs seguien en la línia de Barbie Fashion Designer, predominant aquells que involucraven elements com la roba, el maquillatge, la decoració d’interiors o la cuina.
GirlsGoGames va acabar per monopolitzar el sector: amb més de 9,2 milions de visites mensuals només als Estats Units, va ser en gran part responsable pel creixent interès femení en els videojocs, que en 2012 constituïen el tercer passatemps preferit de les noies. Tot això va suposar un augment en la oferta de jocs, arribant a compilar més de 5.000.
El decaïment de GirlsGoGames coincideix amb Elsagate, escàndol de 2013 al qual YouTube va ser acusat de recomanar vídeos de contingut sexual, violent o gràfic al seu públic infantil. La popularitat d’aquests vídeos va fer que GirlsGoGames adoptés el seu estil de dibuix i continguts, desapareixent gradualment els jocs originals, que eren substituïts per simuladors de dentistes o metges amb dibuixos i continguts gràfics. Amb la caiguda de Flash el 2020, bona part dels jocs originals han devingut inaccessibles, si bé algunes iniciatives com Flash Games Archive han pogut conservar una part del seu repertori.

## Estil i contingut de la pàgina
Aquest apartat pren com a referència l’aparença passada de la pàgina i no el seu estil actual, si bé alguns punts són comuns, pel major interès històric de la primera.
En aquest sentit, la pàgina va sofrir diferents canvis de disseny al llarg de la seva història, si bé, a nivell estètic, els colors rosa i violeta van ser una constant. A la capçalera de la pàgina principal, apareixia el logotip de la web acompanyat per un dibuix dels seus tres personatges mascota; a més, el disseny podia modificar-se d’acord amb el moment de l’any, presentant diferents dibuixos i vestimentes a dates assenyalades com Sant Valentí o Nadal. El contingut principal consistia en una enumeració dels jocs destacats o nous del mes.
Les usuàries tenien l’opció de registrar-se de manera gratuïta a la web per “dissenyar el [seu] propi avatar, guanyar premis, marcar puntuacions altes, crear el [seu] propi àlbum, i dir [als creadors] i altres què [pensaven] dels jocs”.
Pel que fa a aquest contingut, s'organitzava a través d’un menú constant al costat esquerre de la pàgina. Algunes categories inclouen els jocs d’aventures, de celebritats, de maquillatge, de vestimenta, de princeses o de nines. L’estil visual dels jocs (el dibuix) és bastant semblant entre tots, si bé la inclusió de jocs d’empreses diferents podia fer que variés. La jugabilitat dels jocs era molt diversa i depenia principalment del gènere; dins cada gènere concret hi havia certs elements constants. Per exemple, els jocs de vestimenta solien involucrar una nina que havia de ser vestida per la jugadora mesclant diferents peces.
La popularitat adquirida per GirlsGoGames va convertir-la en la seu de moltes franquícies de jocs populars a l’època. Aquestes solien tenir un personatge que donava unitat a la saga, mentre que el gènere dels diferents jocs podia variar. Alguns exemples notables són els jocs de Sue, els Flirting Games o els jocs de Devilish Hairdresser.

## Adreces d’interès
- Juegosdechicas,[16] versió en castellà de GirlsGoGames
- BarbieGirls Rewritten,[17] pàgina per la recuperació de BarbieGirls (la pàgina original es va perdre el 2011)